# Crateromys
Crateromys (Thomas, 1895) è un genere di Roditori della famiglia dei Muridi.

## Descrizione

### Dimensioni
Al genere Crateromys appartengono roditori di grandi dimensioni, con lunghezza della testa e del corpo tra 325 e 394 mm, la lunghezza della coda tra 355 e 475 mm e un peso fino a 1,5 kg.

### Caratteristiche craniche e dentarie
Il cranio presenta una costrizione nella regione frontale che si estende talmente indietro da ridurre la scatola cranica. Il palato è relativamente stretto. Le bolle timpaniche sono piccole ed appiattite. I molari sono grandi e cuspidati.
Sono caratterizzati dalla seguente formula dentaria:

### Aspetto
La pelliccia è notevolmente lunga e folta, e il colore varia dal nero al bruno-rossastro. Il muso è corto ed appuntito, gli occhi sono relativamente piccoli, mentre le orecchie sono corte ed arrotondate.  I piedi sono corti e larghi, adattati alla vita arboricola, le zampe anteriori sono normali. Il quinto dito è lungo quanto i tre centrali, l'alluce è lungo, ma non opponibile. Tutte le dita sono munite di artigli robusti e ricurvi. Il palmo delle zampe anteriori è provvisto di cinque cuscinetti, mentre la pianta dei piedi ne ha sei.  La coda è più lunga della testa e del corpo ed è densamente ricoperta di lunghi peli, in maniera simile a quella degli scoiattoli.

## Distribuzione
Sono roditori arboricoli diffusi nelle Filippine.

## Tassonomia
Il genere comprende 4 specie.
- Crateromys australis
- Crateromys heaneyi
- Crateromys paulus
- Crateromys schadenbergi